# Исмагилов, Сергей Валерьевич
Сергей Валерьевич Исмагилов (Шейх Саид Исмагилов, тат. Исмәгыйлев Сергей Валерий улы; укр. Ісмагілов Сергій Валерійович; род. 9 августа 1978, Донецк, УССР, СССР) — украинский религиозный и общественный деятель. Муфтий Духовного управления мусульман Украины «Умма». Президент ВОО «Украинский центр исламоведческих исследований», председатель мусульманской общины «Нур» города Донецк, член Донецкой городской общественной организации «Аль-Амаль». Член Донецкой областной организации Украинской ассоциации религиоведов (УАР), член правления Центра религиоведческих исследований и международных духовных отношений, член Совета церквей и религиозных организаций Донецкой области, преподаватель богословских и религиоведческих дисциплин Украинского исламского университета (2001—2002). Входит в число 100 наиболее влиятельных украинцев 2017 по версии журнала Корреспондент.net.

## Биография
Родился 9 августа 1978 году в городе Донецке, в татарской семье (отец — казанский татарин, мать — пензенская татарка). Женат. Есть сын. Владеет четырьмя языками: украинским, русским, татарским, арабским.
1985—1993 гг. — обучался в средней школе № 60 города Донецка.
1993—1997 гг. — обучался в Донецком политехническом техникуме, на факультете технической механики. Получил специальность техник-механик.
1997—2001 гг. — Высшее религиозное образование получил на теологическом факультете Московского высшего духовного исламского колледжа (ныне — Московский исламский институт), который с отличием окончил в 2001 году, получив звание имам-хатыб.
2002—2007 гг. — факультет философии и религиоведения Донецкого государственного института искусственного интеллекта. С октября 2007 года этот университет получает 4 уровень аккредитации и становится Государственным университетом информатики и искусственного интеллекта. Оканчивает университет в 2007 году. Как следствие имеет два диплома: 1) диплом бакалавра философии, 2) диплом магистра религиоведения.

## Религиозная и общественная деятельность
Шейх Саид Исмагилов является последователем суннитской ветви ислама и сторонником идеи аль-васатыя, что означает умеренность, сбалансированную середину, отказ от крайностей и радикализма.
С 2002 года − имам Донецкой мусульманской общины «Дуслык». Находился на этом посту до начала 2009 года. До этого он уже занимал должность имама в городе Шахтёрск (Донецкая область).
С 2009 года является постоянным членом «Совета духовных управлений мусульман Украины».
25 января 2009 года в Киеве был избран муфтием Духовного управления мусульман Украины «Умма», которое было зарегистрировано Государственным комитетом Украины по делам национальностей и религий приказом № 79 от 11 сентября 2008 года.
С 2011 года входит в состав рабочей группы учёных, которая работает над каноническим переводом смыслов Корана на украинский язык.
В 2012 году в третий раз переизбран на должность муфтия ДУМУ «Умма».

#### Деятельность и заявления во времяЕвромайдана
С ноября 2013 года являлся активным сторонником Евромайдана, участвуя непосредственно как гражданин Украины в публичных мероприятиях, митингах, демонстрациях и т. д., а также высказывает своё мнение в поддержку и защиту протестующих сначала на своей странице в Facebook, а затем в официальных заявлениях как духовный лидер мусульман Украины и публичное лицо.
Первым официальным заявлением можно считать обращение по поводу разгона Евромайдана 30 ноября 2013 года, в котором осуждается насилие, а все силы, политические партии, государственные органы и граждане Украины призываются не допустить повторного избиения мирного гражданского населения, а также призыв не поддаваться на провокации, призыв к диалогу, миру и взаимопониманию, с надеждой на то, что власти услышат требования граждан. Обращение оканчивается призывом к совместной молитве за Украину и мир в стране.
В тексте обращения по случаю Дня Соборности Украины к гражданам и политикам от имени ДУМУ «Умма» выражает поддержку коммюнике, принятому 22 января 2014 года Всеукраинским советом церквей и религиозных организаций на экстренном заседании, в котором участники «призвали к немедленному прекращению кровопролития, осуждают использование церквей и религиозных организаций в политических манипуляциях, а также просят о срочной встрече с Президентом Украины и лидерами оппозиции», — говорится в тексте обращения.
20 февраля 2014 года был приглашён для интервью на Громадское телевидение, где особый акцент делает на бесценности человеческой жизни, цитирует переводы смыслов аятов Корана (сура аль-Маида (Трапеза), аят 32) на русском языке, в котором речь идет о том, что кто убьёт одного человека, тот словно убил всех людей, а кто сохранит жизнь человеку, тот словно сохранил жизнь всем людям. Тот же посыл был озвучен 21 февраля на пятничной проповеди в Исламском культурном центре Киева, что связано с трагическими событиями на Украине, после которых погибло около 100 человек.
В следующих обращениях к мусульманам Украины и всему украинского народу говорит о рождении нового украинского общества. Утверждает, что мусульмане Украины — неотъемлемая и важная часть украинского общества и призывает всех мусульман страны активно включиться в процессы создания новой Украины, в которой будет преодолена коррупция и безответственность власти. Призывает мусульман не оставаться в стороне от существующих проблем на Украине, даже для приезжих, приводя при этом пример пророка Мухаммада, который родился в Мекке, но всем сердцем полюбил Медину, жители которой дали ему прибежище, где он, по словам Саида, активно участвовал в гражданской жизни города и защищал интересы сограждан независимо от их национальности и вероисповедания.

#### Заявления в связи с ситуацией в Крыму
В связи с аннексией Крыма Россией 7 марта Саид Исмагилов выразил обеспокоенность военной интервенцией и отметил, что в Крыму мирно сосуществовали представители разных этносов и религий и по сути все мусульмане Украины, Польши, Литвы и Белоруссии являются наследниками исламской культуры Крыма.
14 марта 2014 года принял участие в пресс-конференции Совета церквей и религиозных организаций Донецкой области (членом которой является ДУМУ «Умма»), на которой был зачитан текст обращение к украинскому народу по поводу событий, происходящих на Украине. В этом документе действия соседнего государства были определены как международное преступление против человечности, прав и свобод украинского народа, сопровождающееся призывом к молитве за мир, спокойствие, целостность и единство страны.
27 марта 2014 года в интервью интернет-порталу «Ислам в Украине» заявил, что современные крымские татары относятся к исламу номинально[прояснить] и сейчас должны с достоинством преодолеть выпавшее на их долю тяжёлое испытание от Всевышнего Аллаха, сплотившись вокруг веры. В проблеме выхода из кризиса надеется на международное сообщество, которое по его мнению должно организованно включить все механизмы для сохранения территориальной целостности Украины, соблюдения международных договоров и конвенций. Считает, что происходящее в Крыму оккупация части территории Украины. Заявил, что коренными народами Крымского полуострова являются крымские татары, караимы и крымчаки, а русское население Крыма — это народ, который не сформировался там, а сравнительно недавно был привезён на полуостров, и поэтому не имеет право на самоопределение в соответствии с международными нормами. Считает референдум в Крыму, который состоялся 16 марта 2014 года — манипуляцией общественным сознанием. На вопрос о том, как ислам относится к тому, что мусульманин возьмет в руки оружие для защиты себя, своей семьи, своего народа, ответил, что шариатское правило гласит: «жизнь, честь и имущество мусульманина — неприкосновенны; мусульманин обязан защитить себя и своих близких». «Это право дано Господом и подтверждено всеми без исключения международными конвенциями прав человека, правом любого государства».
Выступая в поддержку мусульман Крыма во время пресс-конференции, посвященной информационной войне, в ходе осудил любые противоправные действия, информационную войну и агрессию против культурных сооружений мусульманских организаций Крыма. Подчеркнул, что ситуация в информационной сфере относительно крымских мусульман нагнетается, в частности мусульман ДУМК и муфтия Эмирали Аблаева обвиняют в том, что они поддерживают исламский экстремизм, который финансируется Украиной. Так же заявил, что первым объектом нападения и запугивания стало учебное заведение — 24 июня 2014 сотрудники ФСБ ворвались в медресе в селе Кольчугино.
16 сентября 2014 года Всеукраинское интернет-издание «Вероятно» ссылаясь на обновление статуса Саида Исмагилова в фейсбуке, сообщило о штурме здания Меджлиса крымскотатарского народа и редакции крымскотатарской газеты «Авдет».
В интервью на греко-католическом канале «Живе Телебачення» от 6 октября 2014 года заявил, что за все годы независимости Украины ни одно правительство не занималось проблемами крымских татар, которые чувствовали себя совершенно «далеко» от Украины, но при этом утверждает, что в ходе российской аннексии с крымскотатарский народ осознано выбирает Украину, потому что им тут по крайней мере не мешают.

#### Реакция относительно войны в Донбассе
Долгое[прояснить] время оставался в Донецке и Мариуполе при начале войны на востоке Украины, где постоянно освещал события, давал интервью, участвовал в мирных акциях протеста. Заявлял, что положение мусульман в России хуже, чем на Украине, а российские СМИ — главные виновники войны в Донбассе. В одном из своих обращений муфтий привёл ряд примеров того, какую свободу и развитие имеет ислам на Украине, и обращается к мусульманам в мире не посылать на Украину военных наёмников.
В интервью «Голос Америки» от 20 мая 2014 года завил, что главная причина по которой мусульмане поддерживают Украину в том, что это обеспечивает им больше прав и свобод, чем их единоверцам в России. Так же он высказывал опасение, что отделение от Украины и увеличение влияния России может означать для многих религиозных этнических меньшинств региона[какого?] ухудшение положения.
22 мая 2014 года выступил на телеканале «Донбасс» с призывом к примирению, взаимопониманию, миру, прощению.
В интервью украинскому еженедельному информационно-политическому изданию «Фокус» от 28 июля 2014 свидетельствует о случаях похищения священнослужителей различных конфессий представителями ДНР и Русской православной армии, которых считает одной из самых нетерпимых группировок. Вместе с представителями других религий активно участвует в освобождении из плена греко-католического священника о. Тихона (Кульбаки). Был активным участником межконфессионального молитвенного марафона «За мир и единство на Украине» (г. Донецк), который берёт своё начало с 4 марта 2014 и многочисленных митингов за мир, проходивших в Донецке весной 2014.

#### Реакция на убийства в редакцииCharlie Hebdo
В официальном обращении касательно событий во Франции 7 января 2015 года выразил соболезнования родственникам погибших журналистов журнала Charlie Hebdo в Париже.

Несмотря на то, что журнал публиковал карикатуры на пророка Мухаммада (мир ему), что, несомненно, оскорбляет религиозные чувства мусульман, такие вопросы должны решаться цивилизованным образом в правовом поле каждой конкретной страны. Господь им судья. Ислам не позволяет устраивать насильство, убийство и беззаконие, поэтому сегодняшнее преступление стало шоком для всего европейского мусульманского сообщества. Мы не знаем, были ли преступники мусульманами, или нет, связано ли это с карикатурами, или с внешнеполитической позицией Франции, но нам очень не приятно, что в очередной раз обвиняют ислам и мусульман. Даже если окажется, что преступники считают себя мусульманами, мы — мусульмане Европы осуждаем такие действия. — говорится в официальном заявлении муфтия.— http://umma.in.ua/?p=2129
Далее в заявлении просил не следовать призывам тех, кто предлагает во всех странах публиковать карикатуры на пророка Мухаммеда, особенно на Украине, где взаимопонимание и дружба между украинцами является очень важной на фоне войны против Украины и считает не случайными в этом контексте призыв Ходорковского к публикации карикатур на пророка. Заявил о готовности сотрудничать с журналистами и попросил их быть корректными, не разжигать обиды внутри страны.
В интервью «Голос Америки» заявил, что нападение на редакцию Шарли Эбдо совершили не религиозные фанатики, а нанятые киллеры, апеллируя к тому, что фанатики фонтанируют эмоциями и пребывают во время действия в религиозном экстазе, чего не наблюдается на видео. Одновременно с этим он выразил опасение возможной волной исламофобии как в мире, так и на Украине.

## Политическая деятельность
Участвовал во внеочередных выборах народных депутатов Украины 26 октября 2014 в качестве кандидата в народные депутаты Украины от политической партии Всеукраинское политическое объединение «Украина — единая страна» в общегосударственном многомандатном избирательном округе. Был четвёртым в списке партии.

## Деколонизация России
Саид Исмагилов, будучи этническим казанским татарином, неоднократно выступал в поддержку самоопределения народов. В 2019 году он призвал украинских политиков поддержать народы России в их стремлении на самоопределение. В 2024 году Исмагилов принял участие в международной конференции "Права колонизированных народов РФ". Исмагилов является членом Лиги свободных наций. 

## Награды
- Орден «За заслуги» III степени (2022)[35].